# When You Believe
A When You Believe az Egyiptom hercege című rajzfilm főcímdala. A dalt Whitney Houston és Mariah Carey éneklik, és szerepel Houston My Love Is Your Love című negyedik stúdióalbumán, valamint Carey #1’s című válogatásalbumán. A filmzenealbum és a My Love Is Your Love első, a #1’s második kislemezeként jelent meg 1998-ban. A dal 1999-ben Oscar-díjat kapott legjobb eredeti filmzene kategóriában, és számos más rangos díjra is jelölték.

## A dal a filmben
A rajzfilmben a When You Believe-t Zippora és Miriam adják elő. A felemelő dal arról szól, hogy a nehéz időkben sem szabad feladni, mert ha az ember igazán hisz, akkor csodák történhetnek.
A rajzfilmben elhangzó változat különbözik a kislemezen megjelenttől. A kislemezen lévő változat produceréül Babyface-et kérték fel; ő többek közt kivette belőle a héber gyerekkórust.

## Fogadtatása
Az Oscar-díj mellett, melyet 1999-ben elnyert, a dalt jelölték Golden Globe-díjra és Golden Satellite-díjra legjobb eredeti filmzene kategóriában, és 2000-ben Grammy-díjra legjobb popduett kategóriában. Mivel Carey latin-amerikai származású, a dalt őmiatta az ALMA-díjra is jelölték.
Mivel a média éveken át találgatta, hogy Houston és Carey rivalizálnak-e egymással, nagy várakozással fogadták a duettet, de a dal a Billboard Hot 100-on csak a 15. helyig jutott. Tizenkilenc hétig maradt a Hot 100 listán a dal, és a Top 5-be került a Billboard Adult Contemporary listáján. Mind Careynek, mind Houstonnak ez volt az első kislemeze az új Top 40 Tracks slágerlistán. A kislemez aranyemez minősítést kapott a RIAA-tól, és 1999-ben az év végi listán a 99. lett.
Az Egyesült Államokon kívül nagyobb sikert aratott a dal. Spanyolországban listavezető lett, az Egyesült Királyságban és a kontinentális Európa nagy részén Top 5 sláger, Ausztráliában a Top 20-ba, Kanadában a Top 40-be került be.

## Konfliktusok
Houston és Carey korábban nem nagyon ismerték egymást, de a dal felvételei alatt összebarátkoztak. A médiában gyakran szerepeltek olyan állítások, miszerint a két díva összeveszett volna azon, hogy ki énekeljen először és kinek a neve szerepeljen elsőként a borítón, de Carey tagadta, hogy viták zajlottak volna köztük, és azt állította, önként mondott le a hosszabb szövegekről és engedte át az elsőként szereplés jogát Houstonnak. Egyedül a dal producereivel volt összeütközése, mert szeretett volna részt venni a dal megírásában, de nem engedték.
Stephen Schwartz és Babyface azonban valóban összeütközésbe kerültek, mert Schwartz lehagyta Babyface nevét az űrlapról, amikor a dalt Oscar-díjra jelölték. Schwartz kijelentette, hogy Babyface-nek nem kellene megkapnia a díjat, mert a dalnak nem az általa készített változata hangzik el a filmben. 1999-ben Carey és Houston a dal Babyface általi verzióját énekelték el a díjkiosztón, de a díjat egyedül Schwartz kapta meg.

## Videóklip
A dal videóklipjét a Brooklyni Zeneakadémián forgatták. A klipben Houston és Carey egy egyiptomi díszlettel berendezett, sötét stúdióban énekelnek. A klip végén a stúdió fénybe borul, és a két énekesnőhöz kórus csatlakozik.
A dalhoz remixek nem készültek, de néhány eltérő változata létezik: a kislemezváltozat, a filmzenealbumon található hosszabb változat, a TV Track és egy instrumentális változat.
A kislemez legtöbb változatán a When You Believe két verzióján kívül két korábban megjelent dal szerepel: Mariah Carey I Am Free című száma (a Daydream albumról; 1995) és Whitney Houston You Were Loved című dala (a Kinek a papné című film betétdala; 1998).

## Változatok
| CD maxi kislemez (Ausztria, Egyesült Királyság) + poszter 1. When You Believe (from The Prince of Egypt) (Album version) 2. Sweetheart (The M!’s Pounding Vocal) 3. You Were Loved (Whitney Houston) CD maxi kislemez (Ázsia, Ausztrália, Ausztria, Dél-Afrika) 12" maxi kislemez (Hollandia) Kazetta (Ausztrália, Malajzia) 1. When You Believe (from The Prince of Egypt) (Album version) 2. When You Believe (from The Prince of Egypt) (TV Track) 3. I Am Free (Mariah Carey) 4. You Were Loved (Whitney Houston) | CD maxi kislemez (Egyesült Királyság) 1. When You Believe (from The Prince of Egypt) (Album version) 2. I Am Free (Mariah Carey) 3. You Were Loved (Whitney Houston) CD kislemez (Ausztria) Kazetta (Egyesült Királyság) 1. When You Believe (from The Prince of Egypt) (Album version) 2. When You Believe (from The Prince of Egypt) (TV Track) CD, kazetta kislemez (USA) 1. When You Believe (from The Prince of Egypt) 2. When You Believe (from The Prince of Egypt) (Instrumental) |

## Helyezések
| Slágerlista (1998)                             | Legmagasabb helyezés |
| ---------------------------------------------- | -------------------- |
| USA Billboard Hot 100                          | 15                   |
| USA Billboard Hot R&B/Hip-Hop Singles & Tracks | 33                   |
| USA Billboard Mainstream Top 40                | 35                   |
| USA Billboard Rhythmic Top 40                  | 35                   |
| USA Billboard Adult Top 40                     | 37                   |
| USA Billboard Adult Contemporary               | 3                    |
| USA ARC Weekly Top 40                          | 8                    |
| Ausztrál ARIA kislemezlista                    | 13                   |
| Brit slágerlista                               | 4                    |
| Francia Top 100 kislemez                       | 5                    |
| Holland Top 100 kislemez                       | 5                    |
| Japán Oricon kislemezlista                     | 45                   |
| Kanadai kislemezlista                          | 26                   |
| Német kislemezlista                            | 8                    |
| Olasz slágerlista                              | 3                    |
| Spanyol Top 20 kislemez                        | 1                    |
| Svájci Top 100 kislemez                        | 2                    |
| Svéd Top 60 kislemez                           | 2                    |
| Nemzetközi egyesített slágerlista              | 2                    |

## Külső hivatkozások
- A videóklip a YouTube-on